# Adonisea steensensis
Adonisea steensensis är en fjärilsart som beskrevs av David F. Hardwick 1973. Adonisea steensensis ingår i släktet Adonisea och familjen nattflyn. Inga underarter finns listade i Catalogue of Life.